# Urge (Kohila)
Pour les articles homonymes, voir Urge (homonymie).
Urge est un village du nord-ouest de l'Estonie situé dans le comté de Rapla et dans la
commune de Kohila.
En 2019, la population de Urge était de 205 habitants.